# Portugalsko na Letních olympijských hrách 2012
Portugalsko se účastnilo Letní olympiády 2012. Zastupovalo ho 77 sportovců (45 mužů a 32 žen) v 13 sportech.

## Medailisté
| Medaile | Jméno                          | Sport      | Soutěž             |
| ------- | ------------------------------ | ---------- | ------------------ |
| Stříbro | Fernando Pimenta Emanuel Silva | Kanoistika | muži K2 1000 metrů |